# Emil Reesen
Emil Edward Johannes Reesen (Kopenhagen 30 mei 1887, Gentofte 27 maart 1964) is een Deense componist, dirigent en pianist. Hij vervulde daarnaast nog talloze bijfuncties in het Deense muziekleven.
Al op vierjarige leeftijd begon hij met viool en piano, op zijn veertiende speelde hij al in cafés op de piano. Op zijn vijftiende debuteerde hij als dirigent. Hij haalde het toelatingsexamen voor de muziekopleiding niet en moest het doen met privé-lessen. Die kreeg hij van componist Vilhelm Rosenberg en Siegfried Langgaard, de vader van Rued Langgaard. In 1911 kwam zijn debuut als concertpianist, hij speelde het 3e pianoconcert van Beethoven. Verder kwam het niet. Hij ging al snel het pad op van revuepianist en muziek voor theaters etc. In 1917 werd hij achtereenvolgens dirigent van de orkesten van het Tivoli Zomer festival, Dagmar Theater en het Scala Theater (tot 1925), alle te Kopenhagen. In deze theaters verzorgde hij veel operette- en revue-uitvoeringen en schreef daarnaast ook muziek daarvoor. Hij wilde meer, verbleef 2½ jaar in Parijs en ontmoette daar Maurice Ravel en Albert Roussel. Daarnaast kreeg hij de gelegenheid Arturo Toscanini te zien dirigeren.
Toen hij terugkwam in Denemarken sloot hij zich als dirigent aan bij de Deense Omroep en diens orkesten, naast de vaste dirigent Launy Grøndahl, en gaf premières van de toen hedendaagse componisten zoals Claude Debussy en Igor Stravinsky. In 1936 nam hij (na steeds meer meningsverschillen over het te voeren beleid) afscheid van de omroep, waarbij het publiek hem terug wilde hebben. Vanaf toen verzorgde hij als freelance-dirigent talloze uitvoeringen met niet de minste orkesten waaronder de Berliner Philharmoniker.
Emil Reesen is de oudoom van de componist Frederik Magle (Zijn zus kleinzoon)

## Composities
Al die werkzaamheden hebben er waarschijnlijk voor gezorgd dat zijn werk als componist op de tweede plaats bleef komen. Hij was daarin weinig vernieuwend. Zijn bekendste werk is de operette Farinella uit 1942, maar daar bleef het bij. Naast 15 composities voor filmmuziek verscheen een aantal losse composities:
- Rosalille zonder haar moeder (revuemuziek);
- Adrienne met haar radio-antenne (revuemuziek);
- Goudvis (revuemuziek);
- (1934): Groenlandse Volks Muziek (een Groenlands melodietje omgewerkt tot een klassieke compositie voor een radioprogramma ter nagedachtenis van Knud Rasmussen; een Deens poolreiziger);
- (1928): Variaties op een thema van Franz Schubert;
- (1930): Gaucho; een ballet;
- (1933): Strijd van de Godinnen, een ballet;
- (1941): Trianon; suite in oude stijl (3 delen);
- (1925): Himmerland;
- (1937): Feestmars
- Werkgeluiden;
- Het Warenhuis.

Tot slot is er de opera Het Hof Cabal. Het zou zijn grootste werk worden, maar dit heeft hem er tegelijkertijd van weerhouden de opera te volbrengen. De opera zou gaan over het hof van Christiaan VII van Denemarken en zijn vrouw.  

## Bron en discografie
- Uitgave van Dacapo waarop een aantal van bovenstaande composities uitgevoerd door Aalborg Symfonie Orkest o.l.v. Bo Holten.